# 松村龍之介
松村 龍之介（まつむら りゅうのすけ、1993年12月28日 - ）は、日本の俳優。岩手県花巻市出身。B ZONE傘下の芸能事務所White Dream所属。愛称はのすけ。

## 経歴
高校卒業後、大学進学のため上京。「人を笑顔できる仕事をする会社をつくろう」と起業することを考え、経営学科で学ぶ。在学中、知人の出演する舞台を観劇したことをきっかけに俳優を目指し、2013年に芸能界デビュー。同年8月、明治座『巴御前』で初めて舞台に出演する。
『戦国BASARA』、『弱虫ペダル』、『BLOOD-C』など、アニメ作品の実写版舞台に多く出演し、2016年、舞台『残響のテロル』で初の主演を務める。
2018年、『BLOOD-CLUB DOLLS 1』で映画初主演。
2019年8月、オフィシャルファンクラブ「のすけの畑」を設立。9月、ドラマ『REAL⇔FAKE』に梅原黎士郎役で出演。10月からは『仮面ライダーゼロワン』に出演。「暗殺ちゃん」として話題になり、Twitterでトレンド入りする。
2020年4月、公式YouTubeチャンネル「松村龍之介Channel【のすチャン】」開設。11月、ファンクラブが「新・のすけの畑」としてリニューアル。
2021年6月18日、東京2020オリンピック聖火リレーにて、出身地である岩手県・花巻市のランナーを務める。
2022年9月、自身初となる写真集『1.2.8』を刊行 。

## 人物
- 中学時代は生徒会長をしていた[20]。お芝居の主役に選ばれたこともあるが、当時は人前に出ることが得意ではなかった[20]。
- 特技は英語。高校時代にオーストラリアへの留学経験がある[21]。アデレードのイタリア人家族の元で1年ほど過ごした[22]。
- 俳優の仕事を始める際にまずは所属事務所探しからスタートし、最初に行った今の事務所で、社長が青森出身で同じ東北出身同士で親近感が湧いたのと、人柄に惹かれて即決した。
- 趣味はフルマラソン。2015年にはホノルルマラソンに出場し、見事完走している[23]。学生時代は剣道部とバスケ部に所属していた[24]。
- 花巻の実家に住む愛犬・ロク（本名・Rock[25]）を溺愛している。
- 食べ物の好き嫌いは基本的にはないが、干しプルーンが苦手[7][26]。
- 座右の銘は「日進月歩」[4]。インタビューの中でも「挑戦し続けたい、学びを絶やさず色々な場所に行くなどして…生涯修行だと思っている」と語る[27]。

## 出演

### テレビドラマ
- 妖怪! 百鬼夜高等学校（2018年10月18日 - 12月28日、BS日テレ） - 雪女 役[28]
- REAL⇔FAKE（MBS / TBS） - 梅原黎士郎 役
  - REAL⇔FAKE（2019年9月2日 - 23日）[12]
  - “One Day’s Diary”悠輔＆黎士郎編（2020年11月22日、TBSチャンネル2） - スピンオフドラマ[29]
  - REAL⇔FAKE 2nd Stage（2021年6月16日 - 7月7日）[30]
  - REAL⇔FAKE Final Stage（2023年1月10日 - 31日）[31]
- パパ、はじめました。 第3話（2019年9月16日、BS日テレ） - ブラックホール如月 役[32]
- 仮面ライダーゼロワン（テレビ朝日）
  - 第7話 - 13話（2019年10月13日 - 12月1日） - 暗殺ヒューマギア 役[33]
  - 第13話・24話・31話（2019年12月1日・2020年2月23日・4月12日） - 祭田ゼット5号 役
- 警視庁・捜査一課長 2020 第15話（2020年8月27日、テレビ朝日） - 鳴島成人 役[34]
- 17.3 about a sex 第3話（2020年9月17日、ABEMA TV） - 山懸翔太 役[35][36]
- 逆転人生「魂の解放!LGBTパレードはこうして生まれた」（2020年11月30日、NHK総合） - 南定四郎 役[16]
- 彼が僕に恋した理由 年末スペシャル（2020年12月28日、TOKYO MX） - 後藤優一 役[37]
- 十三代目市川團十郎白猿襲名記念特別企画『桶狭間 OKEHAZAMA〜織田信長〜』（2021年3月26日、フジテレビ） - 毛利新介 役[38]
- 大河ドラマ『青天を衝け』第15話（2021年5月23日、NHK総合） - 三島通庸 役[39][40]
- NHKドラマ10『大奥』第7回（2023年2月21日、NHK総合） - 甲府の間者 役[41]

### テレビ番組
- たびメイト（TOKYO MX）
  - ハワイ5人旅（2018年10月 -）[42]
  - 特別編 沖縄編（2019年1月2日）[43]
  - Season2 北海道編（2019年10月 - 12月）[44]

### 舞台
2013年
- 巴御前（8月） - アンサンブル
- 東京俳優市場2013冬（11月20日 - 24日、笹塚ファクトリー） - 早瀬 役

2014年
- REVELATION GARDEN -スパルタクスの反乱-（2月22日 - 3月2日、サンシャイン劇場） - ミナクス 役
- 戦国BASARA 3 咎狂わし絆（4月25日 - 5月6日、EX THEATER ROPPONGI）- 真田幸村 役
- 劇団魔界少女拳 第二回公演『かぐや姫』（5月17日）
- 第参回 魔界錬闘会〜魔界撩乱〜（6月27日）
- 第四回 魔界錬闘会〜魔界凶乱〜（7月25日）
- 第伍回 魔界錬闘会〜魔界妖乱〜（8月29日）
- 戦国BASARA4（10月31日 - 12月7日、東京ドームシティホール 他） - 真田幸村 役

2015年
- 第九回 魔界錬闘会〜魔界輪廻〜（1月31日）
- 舞台『弱虫ペダル』インターハイ篇 The WINNER（3月6日 - 29日、日本青年館ホール 他） - 石垣光太郎 役
- BLOOD-C The LAST MIND（7月2日 - 5日、世田谷パブリックシアター） - 蒼円 役
- 戦国BASARA VS Davil May Cry（8月20日 - 30日、AiiA 2.5 Theater TOKYO）
- 武士白虎 もののふ白き虎 -幕末、『誠』に憧れ、白虎と呼ばれた若者達-（9月17日 - 10月4日、天王洲 銀河劇場 他） - 西川勝太郎 役
- 攻殻機動隊 ARISE：GHOST is ALIVE（11月5日 - 15日、東京芸術劇場 プレイハウス） - サイトー 役

2016年
- 戦国BASARA4皇（1月21日 - 7日、Zeppブルーシアター六本木 他）
- 残響のテロル（3月2日 - 6日、Zeppブルーシアター六本木） - 主演・ナイン 役
- 舞台『黒子のバスケ』THE ENCOUTER（4月8日 - 24日、サンシャイン劇場） - 笠松幸男 役
- 斬劇 戦国BASARA4 皇 本能寺の変（7月1日 - 18日、Zeppブルーシアター六本木 他） - 主演・真田幸村 役
- 舞台 『青の祓魔師』京都紅蓮篇 - 青の祓魔師（8月5日 - 14日、Zeppブルーシアター六本木） - 志摩金造 役
- ミュージカル『八犬伝 東方八犬異聞 二章』（11月23日 - 27日、全労済ホール/スペース・ゼロ） - 犬川荘介 / 蒼 役

2017年
- 斬劇 戦国BASARA 関ヶ原の戦い（2月3日 - 19日、天王洲 銀河劇場 他） - 真田幸村 役
- Yè-夜-（4月5日 - 9日、東京芸術劇場 シアターウエスト） - 夜来香（イエライシャン） 役
- 舞台『黒子のバスケ』OVER-DRIVE（6月22日 - 7月13日、AiiA 2.5 Theater TOKYO 他） - 笠松幸男 役
- 斬劇 戦国BASARA 小田原征伐（8月11日 - 27日、AiiA 2.5 Theater TOKYO 他） - 真田幸村 役
- PREMIUM 3D MUSICAL『英雄伝説 閃の軌跡』（1月8日 - 15日、Zeppブルーシアター六本木） - 主演・リィン・シュバルツァー 役
- ハンサム落語 第九幕（10月11日 - 22日、シアターサンモール）

2018年
- 斬劇 戦国BASARA 第六天魔王（3月2日 - 18日、AiiA 2.5 Theater TOKYO 他） - 真田幸村 役
- 劇団シャイニング from うたの☆プリンスさまっ♪ JOKER TRAP 再演（4月19日 - 5月13日、天王洲 銀河劇場 他） - TOKI 役
- ミュージカル『しゃばけ』参 - ねこのばば - （5月3日、シアターサンモール） - 日替わりゲスト・ねこまた役
- 劇団シャイニング from うたの☆プリンスさまっ♪ SHINING REVUE（5月26日 - 6月2日、日本青年館ホール） - TOKI 役
- おん・すてーじ 真夜中の弥次さん喜多さん三重（6月21日、シアターGロッソ） - ゲスト出演
- 『新・幕末純情伝』FAKE NEWS（7月7日 - 30日、紀伊国屋ホール） - 岡田以蔵 役
- 劇団シャイニング from うたの☆プリンスさまっ♪ 『ポラリス』（9月13日 - 10月8日、AiiA 2.5 Theater TOKYO 他） - トキヤ・イチノセ 役
- ハンサム落語 第十幕（11月6日 - 18日、CBGKシブゲキ!! 他）
- 斬劇 戦国BASARA 蒼紅乱世『紅』未来への誇り（12月7日 - 16日、オルタナティブシアター） - 真田幸村 役

2019年
- 春の修学旅行『妖怪! 百鬼夜高等学校』〜一条通と付喪神〜（2月27日 - 3月24日、京都劇場 他） - 雪女 役
- 舞台『黒子のバスケ』ULTIMATE–BLAZE（4月30日 - 5月19日、日本青年館ホール 他）
- 斬劇 戦国BASARA 天政奉還 （7月12日 - 28日、ヒューリックホール東京 他） - 真田幸村 役
- 東映ムビ×ステ『GOZEN - 狂乱の剣 -』（9月12日 - 29日、サンシャイン劇場 他） - 小松原蓮十郎 役
- DisGOONie presents Vol.7『PSY・S』（11月7日 - 25日、シアター1010 他） - ジョン・H・ワトスン 役

2020年
- 少年社中・東映プロデュース『モマの火星探検記』（1月7日 - 2月16日、サンシャイン劇場 他） - ミヨー 役
- タクフェス第8弾『くちづけ』（10月16日 - 11月29日、飯能市市民会館 他） - 酒巻くん 役

2021年
- 熱海殺人事件 ラストレジェンド 〜旋律のダブルスタンバイ〜（1月14日 - 31日、紀伊國屋ホール、改装前最終公演） - 犯人・大山金太郎 役
- 新・熱海殺人事件（6月10日 - 21日、紀伊國屋ホール、新装こけら落とし公演） - 犯人・大山金太郎 役
- KingLEAR＆MACBETH2021（8月5日 - 14日、ニッショーホール） - フランス王 （リア王） 役、マルカム （マクベス） 役
- 舞台『RUST RAIN FISH』（9月23日 - 10月17日、紀伊國屋サザンシアター 他） - 黒木2 役 ※Team White
- 宮下貴浩×私オム 10周年記念特別公演『あれから』（10月31日 - 11月7日、シアターサンモール） - 兎川実 役
- 修羅雪姫（11月19日 - 21日、CBGKシブゲキ!!） - 人斬り恨次 役

2022年
- 舞台『刀剣乱舞』綺伝 いくさ世の徒花（3月19日- 5月15日、明治座 他） - 伊東マンショ 役
- ワーキング・ステージ『ビジネスライクプレイ2』（6月3日 - 12日、新宿FACE） - 夏目結城 役
- 朗読劇『永久保貴一の極めて怖い話〜朗読劇舞台〜』（7月16日、浅草花劇場）
- 一騎討ちProject 舞台『忘華〜ボケ〜』（9月28日 - 10月10日、草月ホール 他） - 朝尾健吾 役
- 音楽劇『ジェイド・バイン』（11月17日 - 23日、シアター1010） - ロータス 役

2023年
- 『東京カラーソニック!!』the Stage Vol.1（2月18日 - 26日、シアター1010） - 田所雪也 役
- ソングマン 翔べ！三ツ矢高校・男子コーラス部（3月21日 - 26日、一関文化センター 他） - 音無カイ 役
- 舞台『わかば自動車教習所で恋を学ぶ』（3月29日 - 4月5日、シアターサンモール） - 鹿島教官 役
- 東京マハロ第26回公演『母も宇宙もフェミニストも』（5月3日 - 14日、新宿シアタートップス） - 土橋士郎 役
- 劇団おぼんろ第23回本公演『月の鏡にうつる聲』（8月4日 - 13日、Mixalive TOKYO Theater Mixa）
- アナタを幸せにする世界の伝記シリーズ・4『The Dawn of The Ragnarøk〜異聞・北欧神話〜』（9月16日 - 24日、シアターサンモール） - ロキ 役
- ハンサム落語2023（10月7・8日、CBGKシブゲキ!!）
- 『東京カラーソニック!!』the Stage Vol.2（11月10日 - 19日、天王洲 銀河劇場） - 田所雪也 役
- 朗読劇『夢から醒めない夢を見よ。』（12月15日、シアター・アルファ東京）
- 東京マハロ第27回公演『貴子はそれを愛と呼ぶ』（12月20日 - 24日、赤坂RED/THEATER）

2024年
- 東京マハロ リバイバル公演『実は素晴らしい家族ということを知ってほしい』（3月6日 - 10日、シアタ−711） - 田中勇気 役
- 権乱業火〜忠心と反心と〜（5月9日 - 12日、ザ・ポケット） - 主演・烈火組若頭 烈朗 役
- 星列車で行こう（7月27日 - 8月19日、南座 / 8月23日 - 26日、御園座、全33公演）- 五郎 役
- 『ワールドトリガー the Stage』ガロプラ迎撃編（10月25日 - 11月24日、シアターH 他） - 柿崎国治 役
- これは、舞台なのか、朗読劇なのか、なんなのか vol.1（12月13日 - 15日、小劇場楽園）

2025年
- ノンセクシュアル（2月7日 - 12日、横浜赤レンガ倉庫1号館 3Fホール） - 主演・村山蒼佑 役（Wキャスト）
- 舞台『文豪とアルケミスト 紡グ者ノ序曲』（5月1日 - 18日、IMM THEATER 他） - 青年 役
- Belleville（9月3日 - 9日〈予定〉、すみだパークシアター倉） - ザック 役
- 星列車で行こう（10月4日 - 26日〈予定〉、新橋演舞場 / 10月31日 - 11月9日〈予定〉、大阪松竹座）

### ネット配信
- 朗読劇『ノンセクシュアル』（2020年6月14日 - 17日、SPWN） - 富永秀樹 役[111]
- リーディングシアター『緋色の研究』（2020年6月17日、ZAIKO）[112]
- 劇団シャイニング from うたの☆プリンスさまっ♪『SHINING REVUE〜Finale〜』（2021年10月15日、PIA LIVE STREAM） - トキヤ・イチノセ 役

### 配信ドラマ
- 渚のおともだち（2021年12月、SHOWROOM）[113]

### 配信番組
- のすけの寄り道（2018年4月5日 - 2019年7月22日、ニコニコチャンネル）[114]
- 2525推しごと（2020年6月18日・21日、ニコニコ生放送）[115]
- 超チャンネル対抗！夏のボドゲ選手権大会（2020年8月5日、ニコニコチャンネル）[116]
- 松田悟志のガットインTV vol.96（2024年9月21日、ニコニコ生放送）ゲスト[117]

### 映画
- ブーケなんていらない!（2015年6月4日 - 14日）[118]
- 阿修羅少女〜BLOOD-C異聞〜（2017年8月26日公開） - 蓮 役[119]
  - BLOOD-CLUB_DOLLS - 主演・蒼炎 役
    - BLOOD-CLUB DOLLS 1（2018年10月13日公開）[120]
    - BLOOD-CLUB DOLLS ２（2020年7月11日公開）[121]
- 東映ムビ×ステ『GOZEN - 純恋の剣 -』（2019年7月5日公開） - 小松原蓮十郎 役[122]
- 秘密の花園（2021年4月17日公開） - 藤掛真行 役[123]
- パラダイス / 半島（2023年7月21日公開） - 田中朋紀 役[124]
- TOKYO, I LOVE YOU（2023年11月10日公開） - シモン 役[125]

### オリジナルビデオ
- てれびくん超バトルDVD  仮面ライダーゼロワン『カンガルーからナニが飛び出す？ソンナの自分でカンガルー！はい、或人じゃないと!!』（2020年） - 祭田ゼット 役[126]

### テレビアニメ
- シュート!Goal to the Future（2022年） - 林蒼真 役[127]

### ラジオ
- あさステ!（2018年10月 - 2020年、文化放送 超!A&G+） - 火曜パーソナリティ[128]
- のすラジ♪（2024年9月8日 - 不定期更新、stand.fm）オリジナル番組[129]

### CM
- トヨタ自動車「T-UP」誠実が詰まってる篇（2015年）[130]

## 作品

### DVD
- 東京スマートさんぽ 松村龍之介 谷根千編（2019年3月29日、幻冬舎コミックス）ISBN 978-4-34484-436-0

### ディスコグラフィ

#### 配信シングル
| リリース      | タイトル         | 収録曲                                                 | 備考     |
| ------------- | ---------------- | ------------------------------------------------------ | -------- |
| 2020年1月22日 | Christmas lights | 1. Christmas lights 2. Christmas lights -instrumental- |          |
| 2021年2月14日 | 栞               | 1. 栞 2. 栞 -instrumental-                             | [ MV 1 ] |

#### キャラクターソング
| リリース                  | タイトル                                                                   | 歌                                                                    | 曲名                      | 備考                                                                         |
| ------------------------- | -------------------------------------------------------------------------- | --------------------------------------------------------------------- | ------------------------- | ---------------------------------------------------------------------------- |
| 2019年9月2日 （配信限定） | REAL⇔FAKE                                                                  | tellar CROWNS with 朱音                                               | 「REAL⇔FAKE」             | テレビドラマ 『REAL⇔FAKE』 オープニングテーマ                                |
| 2019年11月27日            | Cheers, Big ears!                                                          | tellar CROWNS with 朱音                                               | 「REAL⇔FAKE -Remix ver-」 | テレビドラマ 『REAL⇔FAKE』 関連曲                                            |
| 2019年11月27日            | Cheers, Big ears!                                                          | 梅原黎士郎 （松村龍之介）                                             | 「Why Why Why」           | テレビドラマ 『REAL⇔FAKE』 関連曲                                            |
| 2021年3月26日             | REAL⇔FAKE One Day's Diary 悠輔＆黎士郎編 Blu-ray&DVD 【初回限定版】 特典CD | 育田悠輔 （植田圭輔） 梅原黎士郎 （松村龍之介）                       | 「R&R」                   | テレビドラマ 『REAL⇔FAKE One Day's Diary 悠輔＆黎士郎編』 エンディングテーマ |
| 2021年6月9日              | RUMOR                                                                      | Stellar CROWNS with 朱音                                              | 「RUMOR」                 | テレビドラマ 『REAL⇔FAKE 2nd Stage』 オープニングテーマ                      |
| 2021年6月9日              | RUMOR                                                                      | Stellar CROWNS with 朱音                                              | 「僕らの明日へ」          | テレビドラマ 『REAL⇔FAKE 2nd Stage』 関連曲                                  |
| 2021年9月8日              | Huddle Up                                                                  | 梅原黎士郎 （松村龍之介）                                             | 「Promise you」           | テレビドラマ 『REAL⇔FAKE 2nd Stage』 関連曲                                  |
| 2023年1月25日             | MISLEAD                                                                    | Stellar CROWNS with 朱音                                              | 「MISLEAD」               | テレビドラマ 『REAL⇔FAKE Final Stage』 オープニングテーマ                    |
| 2023年1月25日             | MISLEAD                                                                    | Stellar CROWNS with 朱音 & ASTRA RING                                 | 「WE ARE ONE」            | テレビドラマ 『REAL⇔FAKE Final Stage』 関連曲                                |
| 2023年6月7日              | FOR GOOD                                                                   | 梅原黎士郎 （松村龍之介）                                             | 「Lock on」               |                                                                              |
| 2023年6月7日              | FOR GOOD                                                                   | 育田悠輔 （植田圭輔） 梅原黎士郎 （松村龍之介） 瀬名征行 （和田雅成） | 「またね」                |                                                                              |
| 2023年6月7日              | FOR GOOD                                                                   | Stellar CROWNS with 朱音                                              | 「WE ARE ONE」            |                                                                              |

## 書籍

### 写真集
- 松村龍之介1st photobook『1.2.8』（2022年9月25日、G-STYLE、撮影：小野寺廣信）ISBN 978-4-86256-355-2